# Động mạch cá
Động mạch cá (Bulbus arteriosus) là những mạch máu dẫn máu đi từ tim đến các cơ quan trên cơ thể cá và tập trung tại mang cá. Chúng cấu thành hệ thuần hoàn trong hệ giải phẫu cá.

## Cấu tạo
Các động mạch phân bố ở phần đầu cá gồm: Động mạch cổ trong có một đôi. Chức năng của động mạch cổ trong là dẫn máu đỏ đi đến các bộ phận nằm bên trong xương đầu. Động mạch cổ ngoài cũng có một đôi. Nhiệm vụ của động mạch cổ ngoài là dẫn máu đỏ đi đến các bộ phận nằm bên ngoài xương đầu của cá. Vách động mạch cá thường dầy và có tính đàn hồi cao.
Các động mạch phân bố ở phần thân và đuôi cá. Có nhiều động mạch dẫn máu đi đến các cơ quan ở phần thân và đuôi của cá như Động mạch chủ bụng chỉ có một động mạch chủ bụng dẫn toàn bộ máu đen đi từ tim đến các động mạch vào mang của cá. Động mạch xương đòn: Có một đôi động mạch xương đòn dẫn máu đỏ từ động mạch chủ đi đến hai vây ngực. Động mạch xoang bụng phân làm nhiều nhánh dẫn máu đỏ đi từ động mạch chủ sau đến các cơ quan nội tạng như dạ dày, gan, ruột, túi mật.
Động mạch thận sẽ dẫn máu đỏ từ động mạch chủ đi đến thận. Động mạch giữa đốt: Có nhiều động mạch nhỏ dẫn máu đỏ đi từ động mạch chủ sau đến các đốt cơ ở hai bên vách thân cá. Động mạch vây bụng: Có một đôi động mạch vây bụng dẫn máu đỏ đi từ mạch chủ sau đến hai vây bụng. Động mạch đuôi: Động mạch đuôi dẫn máu đỏ từ mạch chủ sau đi đến các đốt cơ vách thân và các cơ quan ở phần đuôi.
Ngoài ra, nó còn gắn liền với tĩnh mạch của cá, tĩnh mạch là những mạch máu dẫn máu đi từ các cơ quan trên cơ thể cá trở về tim. Vách tĩnh mạch thường mỏng và kém đàn hồi hơn vách động mạch. Các tĩnh mạch trong cơ thể cá: Các tĩnh mạch trong cơ thể cá thường phân bố tương ứng với các động mạch. Mao mạch là những mạch máu nhỏ li ti phân bố ở các cơ quan bên trong và bên ngoài cơ thể cá. Chúng là cầu nối giữa các động mạch và các tĩnh mạch.